# Wolfgang Schmitt (Fußballspieler)

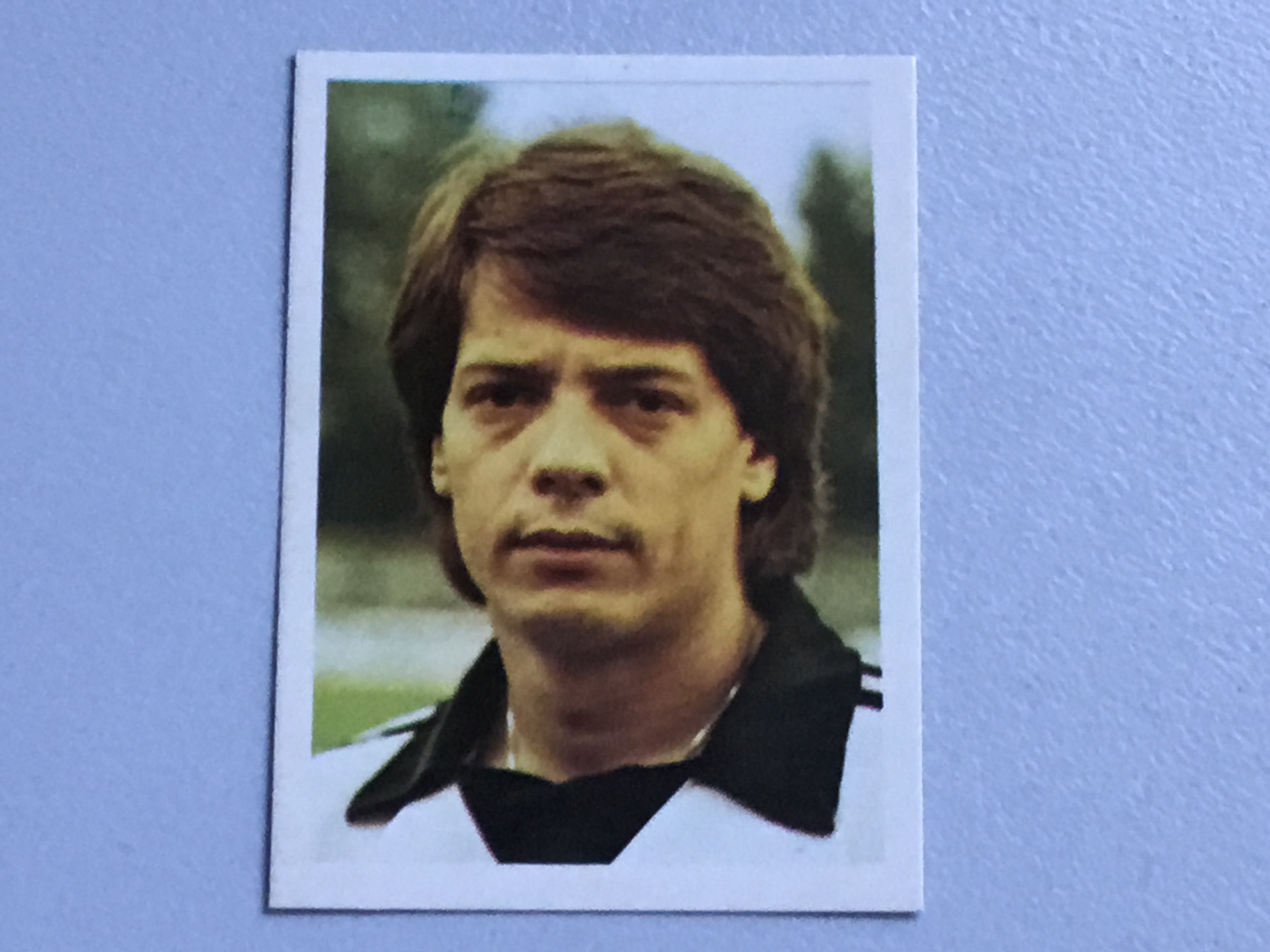
Wolfgang Schmitt

Wolfgang Schmitt (* 27. April 1953) ist ein ehemaliger deutscher Fußballspieler.
Als Spieler der SG Wattenscheid 09 gewann er 1974 unter Trainer Karl-Heinz Feldkamp und Mitspielern wie Jürgen Jendrossek und Hannes Bongartz die westdeutsche Meisterschaft in der Fußball-Regionalliga West (26 Regionalligaspiele mit 13 Toren) und absolvierte in der Aufstiegsrunde zur 1. Bundesliga drei Spiele, in denen er zwei Tore erzielte; Wattenscheid scheiterte aber an Eintracht Braunschweig, der Nordmeister kehrte in die Bundesliga zurück. Von 1975 bis 1981 absolvierte Schmitt 73 Spiele in der 2. Bundesliga und erzielte dabei 17 Tore. 
Während der Saison 1976/77 absolvierte er ein einjähriges Gastspiel bei Rot-Weiss Lüdenscheid und stieg in die 2. Bundesliga Nord auf.